# Spar- och låneförening
En spar- och låneförening, även kallat sparkassa, är i Sverige en förening som tar emot kapital som lån från sina medlemmar. Spar och låneföreningar måste ansöka om registrering som inlåningsföretag och har anmälningsplikt som ett finansiellt institut till Finansinspektionen. Varken inlåningsföretag eller finansiella institut står dock under Finansinspektionens tillsyn, och man får högst ta emot inlåning på upp till 50 000 kronor per konsument. Insatta medel omfattas inte av någon insättningsgaranti. 
Man är också en ekonomisk förening som måste uppfylla följande villkor: 
1. vid varje tillfälle har högst 1 000 fysiska personer som medlemmar
2. till medlemmar bara antar personer som ingår i en i förväg identifierbar begränsad krets och att denna krets anges i stadgarna
3. tar emot återbetalningspliktiga medel bara från medlemmarna eller från finansiella företag
4. har till ändamål att bara med sådana medel som avses i 3 tillgodose finansieringsbehov hos medlemmarna